# Callophrys fervida
Callophrys fervida är en fjärilsart som beskrevs av Otto Staudinger 1901. Callophrys fervida ingår i släktet Callophrys och familjen juvelvingar. Inga underarter finns listade i Catalogue of Life.